# Rostbältet

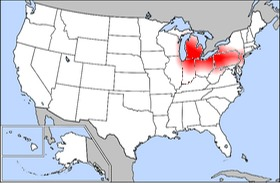
Rostbältet markerat i rött.

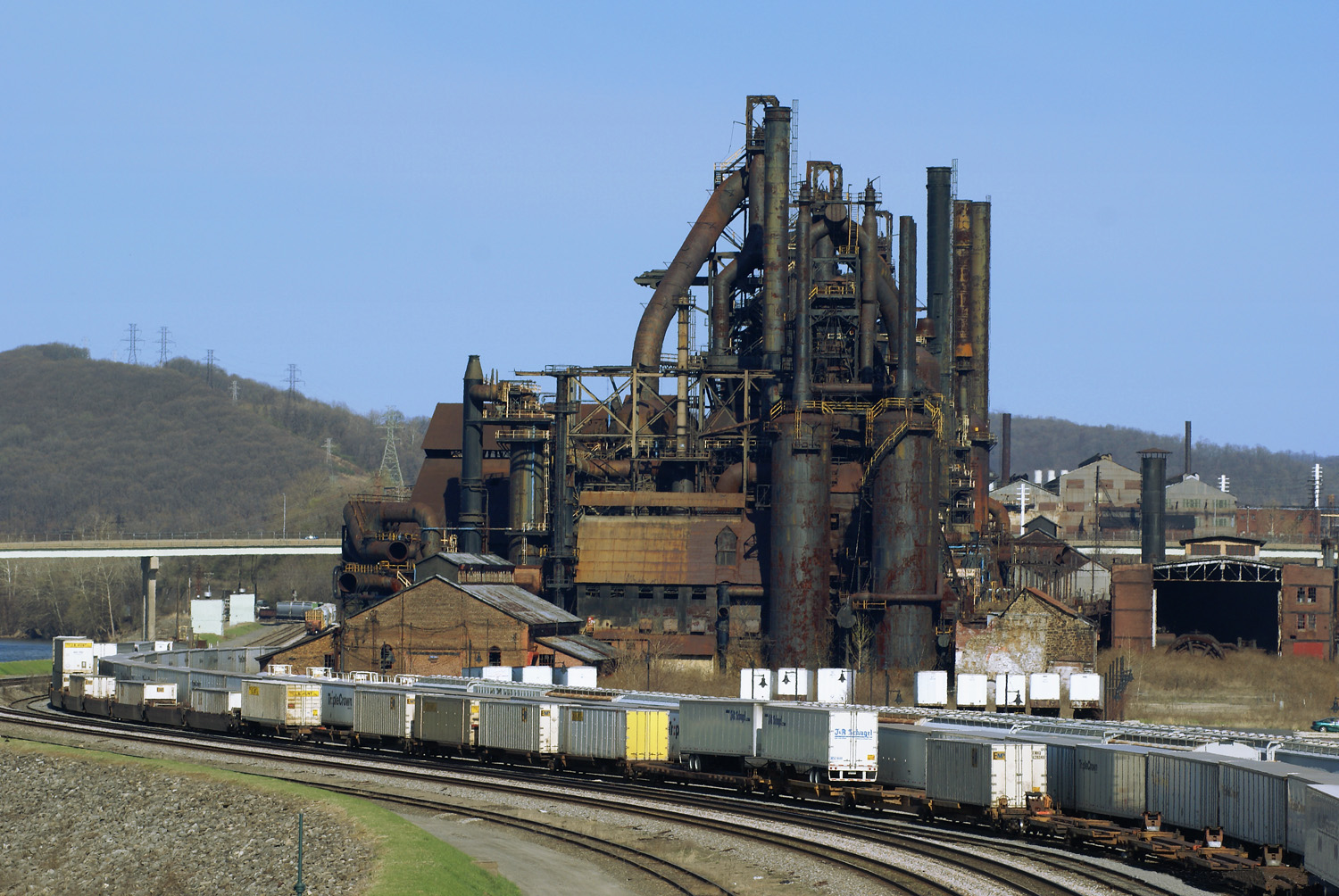
Tidigare stålverk i Bethlehem, Pennsylvania strax före det revs och blev casino 2007.

Rostbältet (engelska: Rust Belt) är en inofficiell region i nordöstra USA. Det är en industriregion med mycket stål- och fordonsindustri. Rostbältet sträcker sig från området mellan Boston och Washington, D.C. (som dock vanligtvis inte själva räknas till Rostbältet) till Chicago över delstaterna New Jersey, Pennsylvania, Ohio, Indiana, Wisconsin och Michigan.
Stål- och bilindustrier är vanligt förekommande i området, som tidigare kallades Manufacturing Belt ("Tillverkningsbältet"). Det sentida namnet syftar på industriernas förfall och svårigheter att anpassa sig till en mer globaliserad marknad i samband med Stålkrisen under 1970-talet, med befolkningsminskning och urbant förfall som följd på många orter.

## Liknande områden i andra länder
- Bergslagen, Sverige
- Midlands, Storbritannien
- Ruhrområdet, Tyskland
- Manchuriet, Kina[3]